# Dzsau
Dzsau Felső-Egyiptom vezírje volt az ókori egyiptomi VI. dinasztia idején. Befolyásos abüdoszi családból származott; anyja, Nebet szintén vezír volt, apját Huinak hívták. Nem tudni pontosan, mikor nevezték ki vezírnek, de valószínűleg összefüggésben áll azzal, hogy két lánytestvére (I. Anheszenpepi és II. Anheszenpepi) a fáraóhoz, I. Pepihez mentek feleségül. Mikor unokaöccse, II. Pepi trónra került, Dzsau már hivatalban volt. Említik két királyi dekrétumban (Koptoszban és Abüdoszban; az egyiket a 11. évre datálták). Nem tudni, mikor halt meg, de II. Pepi sírjának díszítésekor már nem volt hivatalban. Abüdoszban temették el, de sírjának pontos helye nem ismert.